# Focke-Achgelis Fa 330

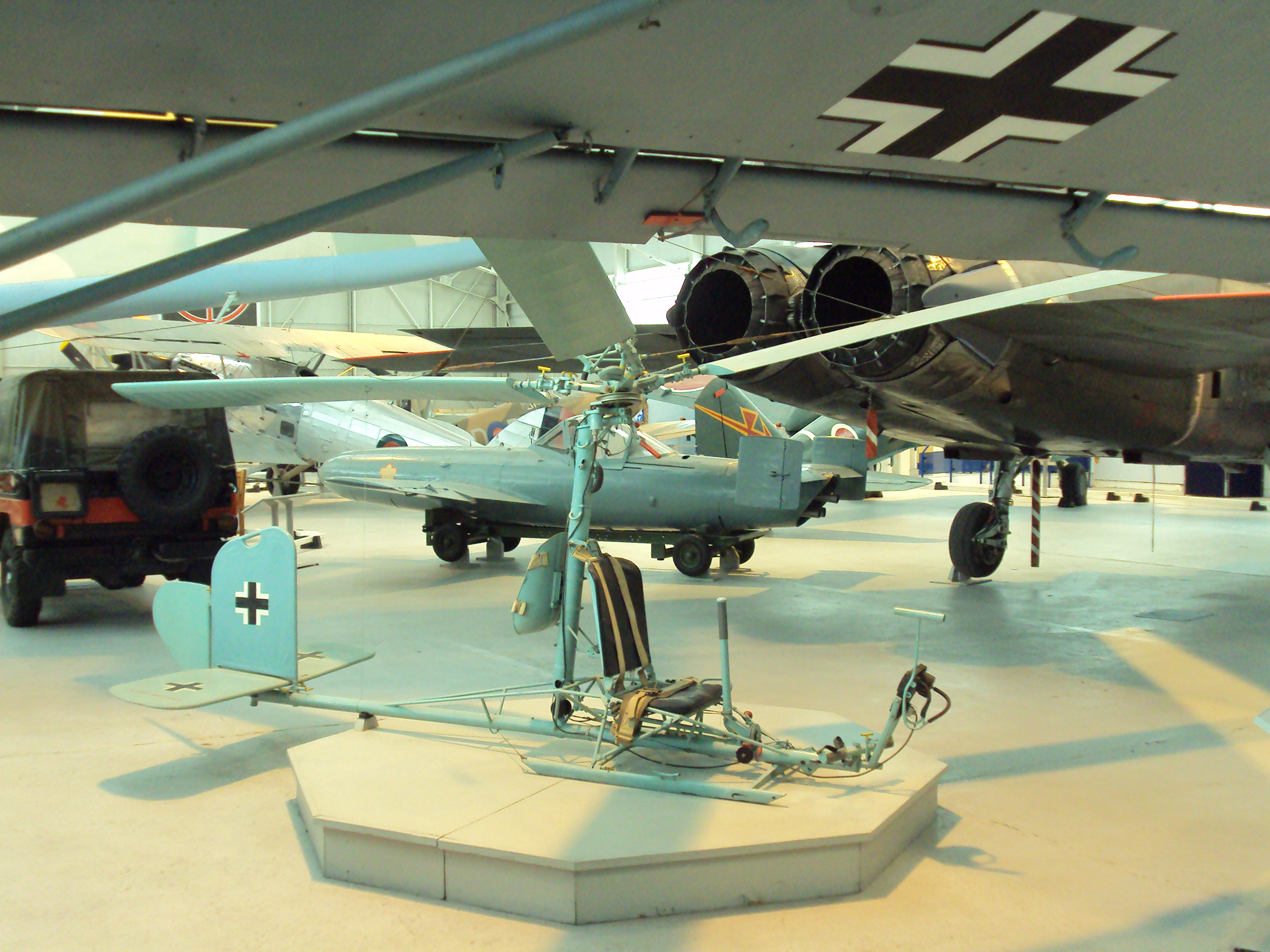
Focke-Achgelis Fa 330 у музеї Cosford в Британії

Focke-Achgelis Fa 330 Bachstelze (нім. Плиска біла) — безмоторний розвідувальний автожир Крігсмаріне періоду Другої світової війни компанії Weser-Flugzeugbau w Hoyenkamp. Достовірно невідомо частоту застосування Fa 330.

## Історія

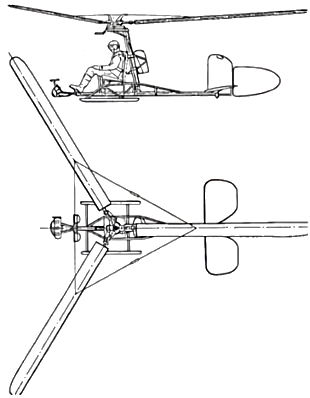
Схема Fa 330

Командування Крігсмаріне замовило на початку 1942 розробити автожир максимально простої конструкції для підводних човнів, що мало б збільшити для них радіус візуального спостереження за поверхнею моря. Автожир зберігався у контейнері на палубі. Його складання тривало до 5-7 хвилин. Було збудовано близько 200 одиниць Fa 330. Вперше випробуваний біля узбережжя Африки у квітні-травні 1943 з човна U-177.
Гвинт автожиру приводив в дію вітер. Він стартував з палуби підводного човна при швидкості вітру на ній не менше 35 км/год. Підводний човен на повній швидкості тягнув на буксирі довжиною до 300 м автожир проти вітру, що дозволяло тому підніматись на висоту до 120–150 м при діапазоні навколишнього огляду до 53 км. Пілот-спостерігач передавав дані за допомогою телефону.
Через буксирування Fa 330 використовували у Індійському океані, Аденській затоці, де була мала присутність ворожої авіації. Їх запускали з площадки позаду ходової рубки підводних човнів класу ІХ D2, у екіпажах яких 2-3 моряків готували для пілотування автожиру в аеродинамічній трубі Chalais-Meudon під Парижем. При аварійному зануренні обрізали буксирний трос і пілот повинен був самостійно приводнюватись. Після уникнення загрози човен піднімався на поверхню і пробував віднайти пілота автожиру. При таких ситуаціях пілот міг від'єднати ротор і спуститись разом з корпусом автожиру на парашуті за 2 хвилини.
На базі Fa 330 розробили Fa 336 з мотором потужністю 60 к.с. з тяговим пропелером.
Focke-Achgelis Fa 330 після завершення війни випробовували у Великій Британії у Airborne Forces Experimental Establishment, а у Франції на базі Fa 336 збудували SNCASO SE-3101.
Два Fa 330 експонуються у музеях Німеччини, один Британії.

### Конструкція
Автожир складався з горизонтальної труби, до якої кріпились сидіння пілота, ручка керування, хвостові вертикальні і горизонтальні стабілізатори, труби шасі. За сидінням монтувалась вертикальна труба, що була дещо нахилена вперід. На ній кріпився несучий гвинт діаметром 7,3 м (пізніше 8,53 м) з трьома стальними лопатями.

## Технічні параметри Focke-Achgelis Fa 269
| Параметр               | Значення     |
| ---------------------- | ------------ |
| Екіпаж                 | 1            |
| Довжина                | 4,47 м       |
| Діаметр пропелера      | 7,3 м 8,53 м |
| Висота                 | 1,67 м       |
| Максимальна швидкість  | 35-80 км/год |
| Швидкість патрулювання | 40 км/год    |
| Радіус дії             | 220 м        |
| Маса порожнього        | 75 кг        |
| Маса стартова          | 175 кг       |